# 完顏琚
完顏琚（？—1233年），女真名完顏猛安，为金朝皇族，金朝第七位皇帝卫绍王完颜永济的第二子。
大定二十六年（1186年），金世宗赐三个孙子的汉名完顏猛安汉名为完顏琚，为完顏按出为完顏瑄，完顏按辰为完顏璪。大安元年（1209年），完颜永济封子六人为王，完颜从恪胙王，还有任王、巩王，史书没有说明任王、巩王是谁，完顏琚封为蒋王。胡沙虎杀完颜永济，完颜从恪兄弟都被废，居中都。贞祐二年（1214年），迁居郑州。四年（1216年），徙居南京开封府。天兴元年（1232年），崔立以完颜从恪为梁王，汴京被窝阔台领导的蒙古帝国攻破，完颜从恪兄弟被杀。

## 传記資料
- 《金史》